# 大津服務區
大津SA（平假名：おおつサービスエリア）位於滋賀縣大津市的名神高速道路之服務區，由西日本高速公路管理。此服務區同時設置交流道。為日本第一個服務區。

## 連接道路
- 名神高速道路

## 歷史
- 1963年7月16日 - 名神高速道路栗東IC至尼崎IC開通，此服務區也同時啟用。
- 1963年9月16日 - 上下行油站開幕。
- 1963年10月1日 - 上下行餐廳開幕。
- 1977年12月6日 - 上行線改善工程完成。
- 2006年10月1日 - 上行線重建工程完成。
- 2007年3月15日 - 下行線重建工程完成。
- 2008年2月5日 - 上下行油站遷移至草津停车区。

## 服務區設施
- 上行線（龜山、福井、名古屋、飯田、東京方向）
  - 停車場
    - 小型車：107台
    - 大型車：47台

  - 廁所
    - 男士 大型6（和式2、西式4）、小型19
    - 女士 17（和式8、西式9）
    - 輪椅人士專用 1

  - 傳真服務（平日：8:00-17:00，假日：7:00-17:00）
  - 手提電話充電站
  - 餐廳（地下1層，7:00-21:00）
  - 小吃販賣、商店（第2層、24小時）
  - 自動售賣機
  - 公路資訊
- 下行線（京都、奈良、大阪、神戶、姬路方向）
  - 停車場
    - 小型車：106台
    - 大型車：27台

  - 廁所
    - 男士 大型6（和式4、西式2）、小型21
    - 女士 19（和式15、西式4）
    - 輪椅人士專用 1

  - 傳真服務（平日：9:00-18:00，假日：9:00-19:00）
  - 手提電話充電站
  - 餐廳（第2層，7:00-21:00）
  - 小吃販賣、商店（第2層、24小時）
  - 自動售賣機
  - 公路資訊

## 鄰近設施
名神高速道路
(30-2)瀨田東JCT/IC/瀨田西IC - (31)大津IC/SA - (32)京都東IC

## 外部連結
- 西日本高速道路（页面存档备份，存于）（日語）
  - W-NEXCO服務區‧休息區資訊(日文)